# X-Squad
X-Squad (в Японии вышла под названием X-Fire/Crossfire (яп. XFIRE ~クロスファイア~ XFIRE ~Куросуфуаиа~)) — компьютерная игра в жанре шутера от третьего лица, разработанная Electronic Arts Square и изданная EA Games. Была выпущена на PlayStation 2 3 августа 2000 года в Японии, 26 октября в США и 8 декабря в Европе.

## Игровой процесс
X-Squad представляет собой тактический шутер с видом от третьего лица. Игрок управляет главным героем Эшем, продвигаясь по уровням, сражаясь с врагами и используя переключатели для открывания дверей. Под командованием Эша находится до трёх членов отряда, которым  можно отдавать различные команды: следовать за главным героем, атаковать врага, разведать обстановку и т.п.
За прохождение каждого уровня начисляются очки, зависящие от времени прохождения, точности при стрельбе и других показателей. Перед началом следующего уровня игрок может использовать очки, чтобы приобрести оружие и экипировку, при этом у каждого персонажа есть ограничение на общий вес переносимых предметов.

## Сюжет
Действие игры происходит в 2037 году. В центре сюжета находится отряд «Икс» (англ. X-Squad) — секретная военизированная группировка, в состав которой входят четыре человека: Джон Дж. «Эш» Коннорс, Майя Эстевес, Джадд Джонсон и Мелинда Суонсон. Их задача — проникнуть в исследовательскую лабораторию, контакт с которой был утерян, и выяснить, что произошло. Единственная зацепка — сообщение доктора Бьянки Ноубл, упоминавшей некий проект «Медуза».

## Оценки
| Сводный рейтинг    | Сводный рейтинг |
| Агрегатор          | Оценка          |
| ------------------ | --------------- |
| GameRankings       | 63,54 %         |
| Metacritic         | 64/100          |
| Иноязычные издания |                 |
| Издание            | Оценка          |
| AllGame            | [ 6 ]           |
| Edge               | 6/10            |
| EGM                | 6,67/10         |
| GameFan            | 80 %            |
| Game Informer      | 7,5/10          |
| GamePro            | 4,0/5           |
| GameRevolution     | C-              |
| GameSpot           | 5,3/10          |
| IGN                | 6,8/10          |
| Jeuxvideo.com      | 13/20           |
| Next Generation    | [ 16 ]          |
| OPM                | [ 17 ]          |
| Gamecenter         | 6/10            |
| Maxim              | [ 19 ]          |

Игра получила смешанные отзывы. Средний балл на GameRankings составил 63,54 % на основе 26 рецензий, на Metacritic — 64/100 на основе 18 рецензий.
Искусственный интеллект напарников подвергся критике. Рецензент Electronic Gaming Monthly отметил: «Какие бы команды вы ни отдали, [напарники] всегда выходят прямо на линию огня, получают пулю и уходят, хромая». Обозреватель Game Informer посчитал, что команды фактически бесполезны в бою. Сайт IGN положительно оценил управление, перестрелки и выбор оружия, но указал в качестве недостатков отсутствие глубины в дизайне уровней и короткую продолжительность игры.
Обозреватель GameSpot раскритиковал озвучку, назвав её «смехотворной»; он отметил, что движения губ персонажей синхронизированы с оригинальными японскими репликами. Схожую точку зрения высказал рецензент GameRevolution: по его мнению, персонажи словно «зачитывают свои реплики с карточки». Также он задался вопросом: «Зачем [персонажи] постоянно возвращаются в штаб-квартиру для совещания, когда их следующая миссия прямо перед ними?»